# Degerfors musikkår
Degerfors musikkår med namnet Bergslagens artillerimusikkår är en frivillig musikkår inom Försvarsutbildarna.
Från 1988 var musikkåren knuten till Bergslagens artilleriregemente som regementsmusikkår tills förbandet sammanslogs med övriga artilleriregementen till Artilleriregementet år 2000. Fram till det att Artilleriregementet 2004 flyttades till Boden fortsatte musikkåren som regementsmusikkår. Civilt uppträder musikkåren som Degerforsmusikkår.

## Historik
Musikkåren grundades 1884 som en bruksmusikkår vid Strömsnäs jernverk i Degerfors. Degerfors musikkår har sedan 1990 genomfört ett flertal vaktparader i samband med högvakten i Stockholm.

## Musikalisk ledning
- 1974-1997 Jan Wikegård
- 1997-1998 Torbjörn Lundkvist
- 1999-2001 Gunnar Sköld
- 2002- Barbara Persson